# مقاطعة توسكالوسا (ألاباما)
مقاطعة توسكالوسا (بالإنجليزية: Tuscaloosa County, Alabama)‏ هي إحدى مقاطعات ولاية ألاباما في الولايات المتحدة. تأسست سنة 1818، بلغ عدد سكانها 194656 نسمة في عام 2010 حسب إحصاء مكتب تعداد الولايات المتحدة وتصل الكثافة السكانية فيها 56.7 نسمة/كم2.

## أعلام
- ألان هاربر
- راي أولريش
- نيوتن ناش كليمنتس

## وصلات خارجية
- www.tuscco.com